# 10 résolutions de Russell
Les 10 résolutions de Russell sont les résolutions soumises par le ministre britannique de l'intérieur John Russell à la Chambre d'assemblée du Bas-Canada le 6 mars 1837. Celles-ci sont la réponse aux 92 résolutions adoptées par les Patriotes et soumises aux autorités britanniques en 1834.
Les résolutions des Patriotes demandaient entre autres l'élection du Conseil législatif, la responsabilité ministérielle et le contrôle du budget par l'Assemblée. Les résolutions de Russell rejettent en bloc celles des Patriotes, et vont jusqu'à permettre au Conseil exécutif d'outrepasser l'autorité de la Chambre d'assemblée en matière budgétaire. Le but de ces résolutions était l'assimilation complète des Canadiens-français par les britanniques.

## Les 10 Résolutions

### Les trois premières résolutions
« I - Depuis le 31 octobre 1832, aucune disposition n'a été prise par la Législature de la province du Bas-Canada pour faire face aux dépenses occasionnées par l'administration de la Justice et le maintien du gouvernement civil dans la dite province et en conséquence, le 10 avril prochain, une somme de 142,160l l4s. 6d. sera requise pour payer en totalité et jusqu'à ce jour les dépenses plus haut citées. ».
Les trois premières résolutions constituaient une mise en contexte de la situation au Bas-Canada des trois dernières décennies. Dans la première résolution, il est question de la guerre des subsides qui opposait la chambre d’assemblé du Bas-Canada et la « clique du château » jusqu’au milieu des années 1830.
Selon l’historien nationaliste Gérard Filteau, la première résolution constituait une description de la situation du Bas-Canada. Encore selon lui, il est faux de dire qu’aucune disposition n’a été prise par la Législature pour faire face aux dépenses occasionnées par l’administration. En effet, la Chambre avait voté les subsides en entier en 1833 et en partie en 1834.
En fait, c’est le Conseil qui les avait rejetées parce que la Chambre n’avait pas voulu se soumettre à certaines formalités imposées. De plus, en 1835, il n’y avait pas eu de vote d’argent car la session avait été prorogée. Finalement, en 1836 la Chambre avait voté des crédits pour 6 mois et c’est le conseil qui les avait une fois de plus rejetés. Le silence sur ces faits dans ces trois premières résolutions en font un préambule incomplet
« II - Au cours d'une session que la Législature du Bas-Canada avait tenue aux mois de septembre et octobre 1836, dans la ville de Québec, le gouverneur de la province, pour se conformer aux ordres de Sa Majesté, avait attiré l'attention de la Chambre sur l'estimé des dépenses pour l'année courante ainsi que sur l'état des comptes au sujet des arrérages dus au gouvernement civil, et avait fait savoir à la dite Chambre que Sa Majesté espérait qu'elle accéderait à la demande qu'il avait reçu ordre de renouveler pour les payements des arrérages dus aux services publics, et qu'elle voterait également les fonds nécessaires qui permettraient de continuer à gouverner.».
« III - Le trois octobre 1836, l'Assemblée, dans une adresse au gouverneur de la province a refusé de voter les fonds pour les fins susmentionnées et par la même adresse a renvoyé a une précédente pétition de la Chambre au gouverneur déclarant qu'elle persistait, entre autres demandes, à réclamer que le Conseil législatif soit électif et qu'on rapporte une certaine loi votée par le Parlement du Royaume-Uni en faveur de la compagnie des Terres Nord-Américaines, et par la même adresse, la Chambre d'Assemblée attirait ensuite l'attention sur la demande formulée par cette Chambre qu'elle puisse librement exercer son contrôle sur toutes les branches du gouvernement exécutif et déclarait en outre que, dans les circonstances actuelles, il était obligatoire pour elle "d'ajourner ses délibérations aussi longtemps que le gouvernement de Sa Majesté par ses actes, surtout en faisant que la deuxième Chambre soit conforme aux idées et aux demandes, de la population, n'aurait pas commencé la grande œuvre de justice et de réforme et créé une confiance qui seule peut être couronnée de succès". »

### La quatrième résolution
« IV - Dans la situation actuelle du Bas-Canada, on ne saurait recommander que le Conseil législatif de cette province devienne électif, mais il est bon qu'on envisage des mesures pour que la population en arrive à accorder plus de confiance dans cette Chambre qu'elle ne lui en donne actuellement. ».

### La cinquième résolution
« V - S'il est bon de réformer la composition du Conseil exécutif dans le Bas-Canada, il n'est pas à conseiller de lui donner la responsabilité que réclame pour lui la Chambre d'Assemblée de cette province. » (Russel, 1837, web).
  La demande d’un gouvernement responsable était l’une des plus importantes demandes des patriotes incluses dans les 92 résolutions envoyées en 1834. Le gouvernement responsable est caractérisé par l’élection des membres du conseil exécutif par le peuple et la nécessité de rendre des comptes au peuple. Dans la IVe et la Ve résolution, il est mentionné que ce gouvernement responsable n’est pas accordé aux patriotes. Ainsi, les gouverneurs du Bas-Canada et du Haut-Canada n’auront à rendre des comptes qu’au roi d’Angleterre et au gouvernement britannique sans tenir compte de la population. De plus, les membres du conseil exécutif continueront d’être nommés plutôt qu’élus.

### La sixième résolution
« VI - L'on doit maintenir sans y rien changer le titre légal de la compagnie des terres aux termes possédés par ladite compagnie, ce titre lui ayant été concédé par faveur de Sa Majesté sous le sceau public de ladite province. Les privilèges qui lui ont été accordés par la loi votée à cet effet durant la quatrième année du règne de Sa Majesté ne sauraient être modifiés. ».
 La sixième résolution mentionne que les droits de la British American Land Company, une entreprise détenue par des hommes d’affaires britanniques, seront maintenus et que celle-ci conservera ses privilèges. En effet, cette société bénéficie d’un monopole sur toutes les terres disponibles dans les Cantons-de-l’Est. Cette mesure vise à favoriser l’implantation des colons britanniques dans la colonie du Bas-Canada.  Cette mesure favorise ouvertement les colons britanniques au détriment des laboureurs canadiens-français. La croissance naturelle de la population agricole canadienne-française majoritaire, combinée avec un manque de terres disponibles pour l'expansion de fermes ou l'établissement de nouvelles exploitations agricoles, irait effectuer une grande pression sur la population canadienne-française dans les décennies suivantes.

### La septième résolution
« VII - Il serait bon, aussitôt que des mesures auront été prises par une loi qui serait votée par la Législature de la province du Bas-Canada, pour que les terres de cette province soient libérées des corvées et de tous les droits seigneuriaux, et pour qu'il ne subsiste aucun doute dans la province sur la libre jouissance des terres tenues en franc et commun socage, que soient révoquées les lois se rapportant à la tenure des terres dans la dite province, passées, l'une dans la sixième année du règne de Sa Majesté feu le Roi Georges IV et comme ordinairement sous le nom de Loi des Tenures du Canada, et l'autre pendant la troisième année du règne de feu Sa Majesté et comme sous le nom de Loi du Commerce du Canada, sauvegardant pour tous, les droits qui leur avaient été conférés par ou en vertu des lois précitées. » .
 Dans la septième résolution, il est mention de l’abolition de l’ancien système de séparation des terres, soit le régime seigneurial qui a été instauré en 1627 par la France en Nouvelle-France (Mathieu, 2015, web).
La question de la distribution des terres et du régime seigneurial en général était un sujet de controverse chez la population du Bas-Canada. Cependant, en général, la population du Bas-Canada y est favorable dont plusieurs sous la condition d’une certaine forme de compensation pour les seigneurs.

### LaVIIIeet laIXerésolution
« VIII - Pour faire face aux arrérages dus sur les comptes des dépenses établies et ordinaires à l'administration de la Justice et du gouvernement civil de la province, il est bon qu'après avoir appliqué dans ce but telle somme jugée convenable, à la date du 10 avril 1837, cette somme provenant des revenus héréditaires, territoriaux ou extraordinaires de Sa Majesté, soit versée entre les mains du receveur général de la province; que le gouverneur de la province ait le pouvoir de prendre sur les autres revenus de Sa Majesté telle somme qu'il sera nécessaire pour arriver à la somme de 142.160I 14s 6d., somme qui devra être versée entre les mains du receveur général de la province pour le paiement des comptes ci-dessus mentionnés.»
Ce sont surtout ces deux résolutions qui ont causé le plus d’émoi dans la population du Bas-Canada. Dans celles-ci, le dernier droit constitutionnel de la Chambre, soit de gérer les finances de la colonie, lui était retiré.  Avec ces résolutions, les auteurs ont mis fin à la guerre des subsides.
 IX - Il serait bon que Sa Majesté soit autorisée à mettre à la disposition de la Législature de la province, les sommes nettes provenant des revenus héréditaires, territoriaux ou extraordinaires de Sa Majesté, dans le cas où ladite Législature jugerait convenable d'accorder une liste civile à Sa Majesté pour faire face aux dépenses nécessaires pour l'administration de la justice et pour le maintien et le paiement inévitable du traitement de quelques-uns des principaux fonctionnaires du gouvernement civil de la province. ».

### La dixième résolution
« X - Vu que les sujets de Sa Majesté résidant dans les provinces du Haut et du Bas-Canada ont éprouvé de grands embarras, faute de mesures appropriées pour réglementer et fixer les questions du commerce et des échanges entre les dites provinces, ainsi que diverses autres questions dans lesquelles elles sont un intérêt commun, il serait bon que les Législateurs des dites provinces, chacune de son côté, prennent des mesures pour fixer et réglementer les points qui leur sont d'un même intérêt. (...) »

### Objectivité du document
Les 10 résolutions constituent un document de nature politique écrit par le ministre des affaires intérieur britannique, Lord John Russell. Ce document révèle les enjeux qui concernaient les autorités britanniques de l’époque, soit le maintien des droits de la British American Land Company détenue par des intérêts britanniques et le maintien de l’impérialisme britannique dans le haut et le bas Canada
Cependant, selon l’auteur nationaliste Gérard Filteau, les quelques éléments omis dans les trois premières résolutions et qui concernaient l’adoption des budgets entre les années 1832 et 1836, rendent le préambule incomplet. Le document ne présente pas l’histoire de façon objective, mais présente plutôt une version des faits sous une vision plutôt britannique